# Paul Mabille
Jules Paul Mabille (Le Perreux-sur-Marne, 1835 - aldaar, 6 april 1923) was een Frans natuurwetenschapper. Hij mag niet verward worden met de Franse malacoloog Jules François Mabille (1831-1904).
Hij was een leerling van Jules Pierre Rambur. Hij was leraar aan het lyceum van Bastia. Op botanisch gebied publiceerde hij een Catalogue des plantes qui croissent autour de Dinan et de Saint-Malo (1866). Nadien legde hij zich vooral toe op de  entomologie. Hij specialiseerde zich in de studie van Lepidoptera. In 1876 nam hij het voorzitterschap waar van de Société entomologique de France.
Hij beschreef 520 soorten nachtvlinders (Heterocera), afkomstig uit het gebied rond de Middellandse Zee, Afrika, Madagaskar (120 soorten), Nieuw-Guinea, Fiji en Patagonië. Hij legde een eigen verzameling aan en onderzocht ook verzamelingen van tijdgenoten, waaronder Otto Staudinger en Charles Oberthür, en van het Muséum in Parijs. Na zijn dood ging zijn verzameling over naar René Oberthür. Een deel werd later gekocht door het British Museum (Natural History) en een ander deel kwam terecht in het Parijse museum.
- Bibliothèque nationale de France: cb131771632 (data)
- Author citation (botany): Mabille
- Gemeinsame Normdatei: 1146081111
- International Standard Name Identifier: 0000 0004 5420 1465
- Library of Congress Control Number: no2018120296
- Système universitaire de documentation: 147770130
- Virtual International Authority File: 130145857883323020422
- WorldCat: E39PBJbH3T7M8BWtC7ymHDHQv3